# Pyxis (vaso)

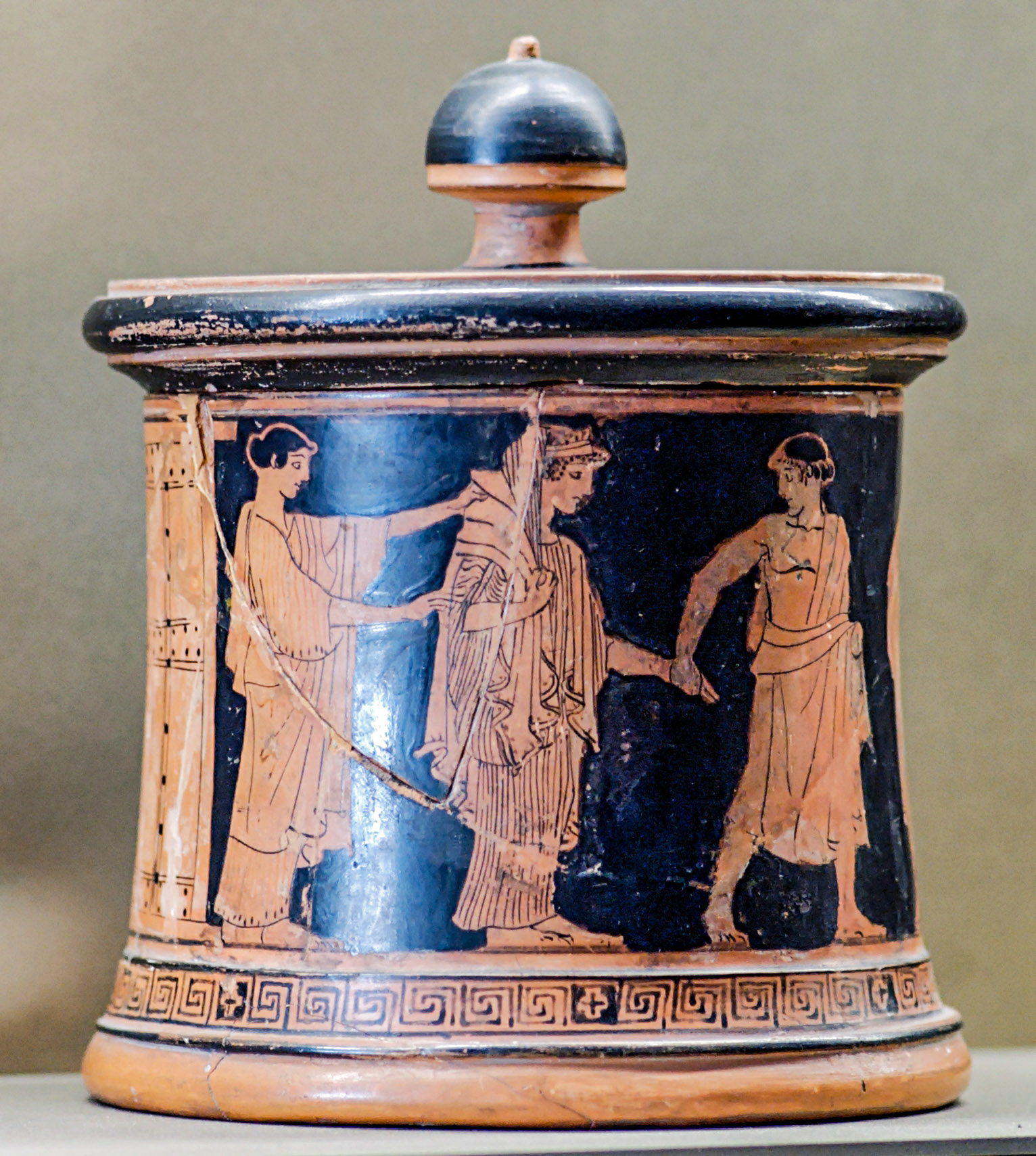
Matrimonio di Teti e Peleo

La pyxis (ΠΥΞΙΣ, plurale pyxides), o pisside, è una piccola scatola cilindrica in ceramica, dotata di coperchio, con un diametro medio di 10 cm, che veniva utilizzata nella Grecia antica per contenere profumi, gioielli o unguenti medicinali; in base alle decorazioni vascolari sembra fosse un oggetto di uso prevalentemente femminile. È possibile che in antichità il termine fosse largamente applicato ad oggetti in materiali diversi, mentre il nome usato in ambito attico per la pyxis era probabilmente kylichnis (pl. kylichnides).

## Evoluzione delle forme
Dalla forma protogeometrica, globulare e con piede basso, derivarono nel geometrico antico due varianti, una con fondo a punta, che non sopravvisse al IX secolo a.C., e una a fondo piatto. Quest'ultima si sviluppò in larghezza e venne decorata con una elaborata maniglia nella parte superiore del coperchio. A Corinto dalla fine dell'VIII secolo a.C. si produceva una pyxis con pareti verticali, ma dal VII si preferì una forma a pareti concave che ad Atene divenne, con molte varianti, la più diffusa fino al IV secolo a.C.

### Classificazione
Testimoniata da esemplari decorati sia a figure nere sia a figure rosse è la tipologia caratterizzata da un corpo a pareti verticali con coperchio dotato di pareti ugualmente alte che si sovrappongono a quelle del corpo (tipo B). La tipologia con alte pareti concave, piede ad anello talvolta suddiviso in tre o quattro sezioni e coperchio piatto con impugnatura al centro (tipo A), inizia a diffondersi nel VII secolo a.C. e diviene la forma più diffusa fino al IV secolo a.C. Due forme presenti solo nel periodo delle figure rosse sono il tipo C (fine V e IV secolo a.C.) con basse pareti concave, corpo allargato e coperchio convesso, e il tipo D che è molto simile al B, ma con coperchio privo delle alte pareti verticali.
La pyxis nicostenica è una forma inventata nella bottega del ceramista Nicostene: ha coperchio a cupola con impugnatura, corpo a forma di campana rovesciata impostata su un corto stelo e un piede svasato. La tripod-pyxis, diffusa solo nel periodo delle figure nere ha il coperchio simile alla precedente, ma corpo a ciotola impostato su tre gambe ampie e piatte.

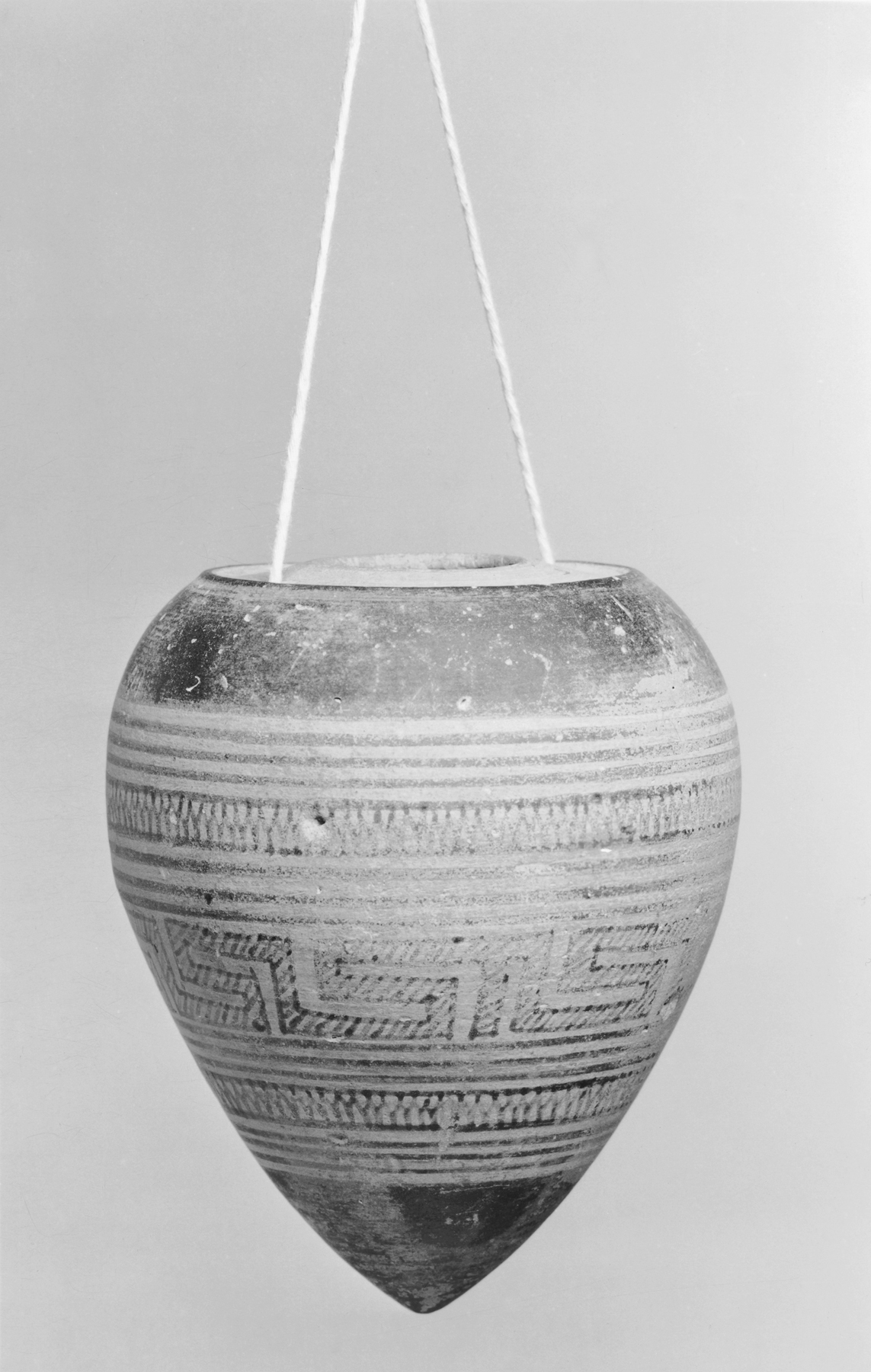
Pyxis a punta del IX secolo a.C.
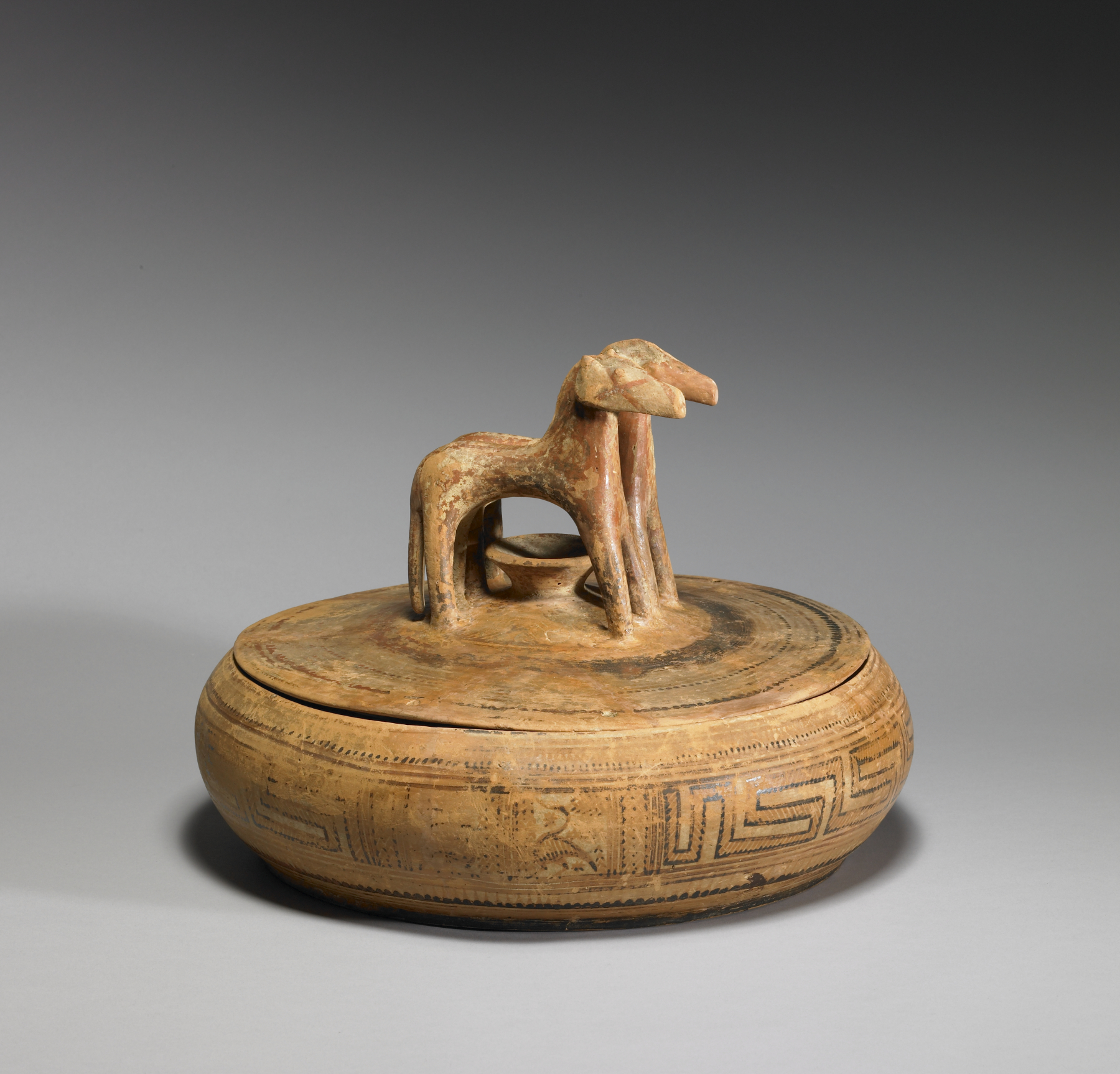
Pyxis a pareti convesse dell'VIII secolo a.C.
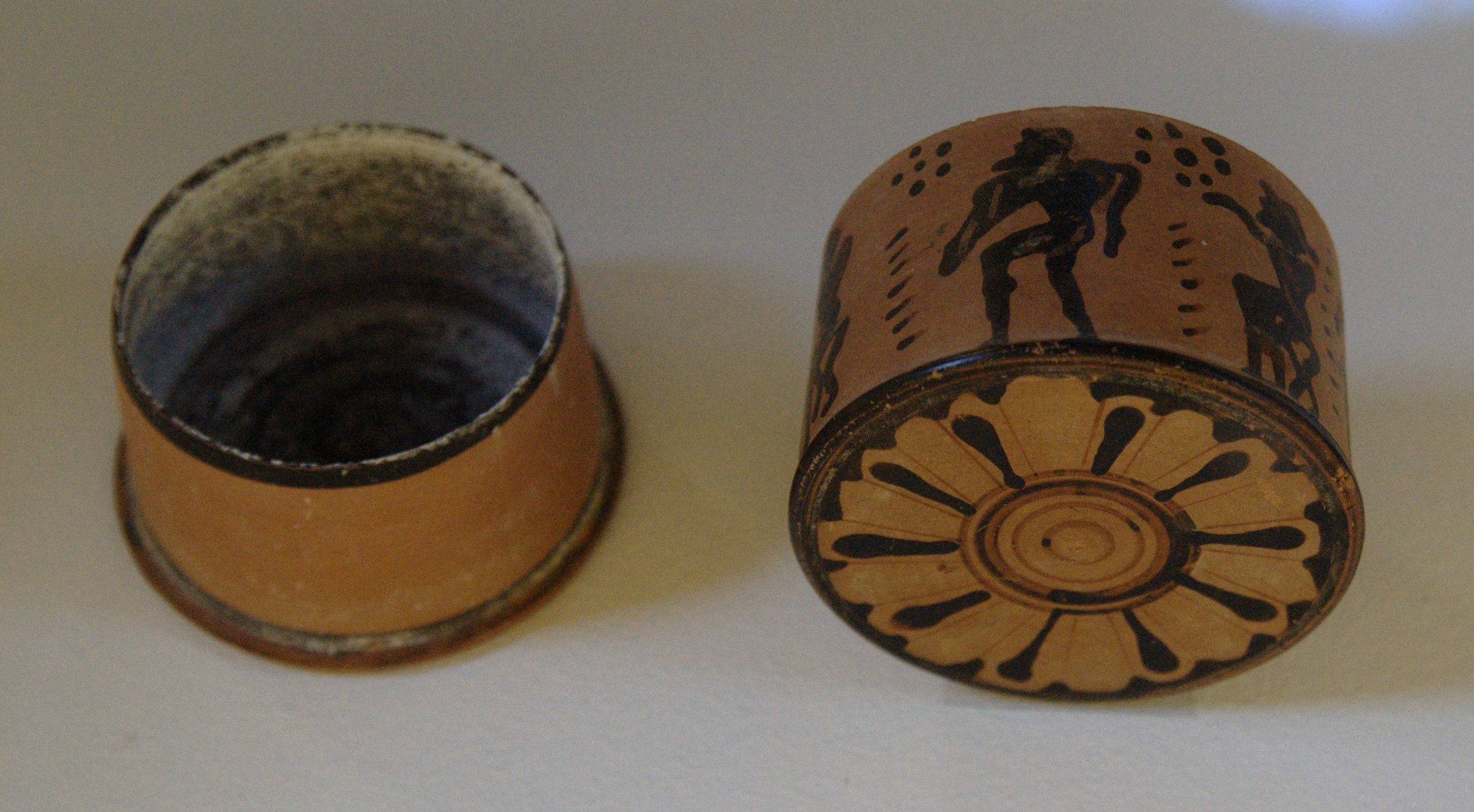
Pyxis corinzia di tipo B (VI secolo a.C).
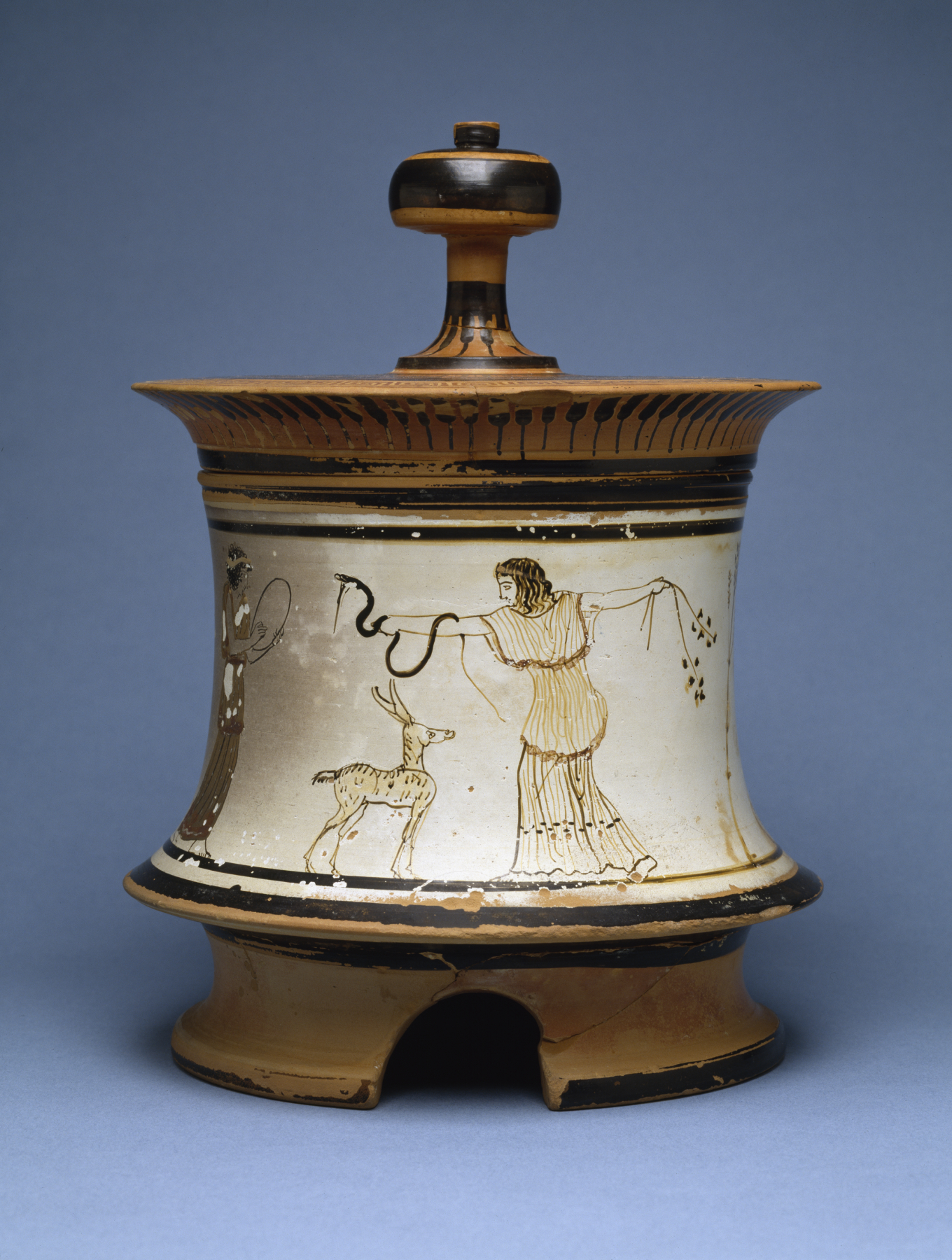
Pyxis ateniese di tipo A (V secolo a.C
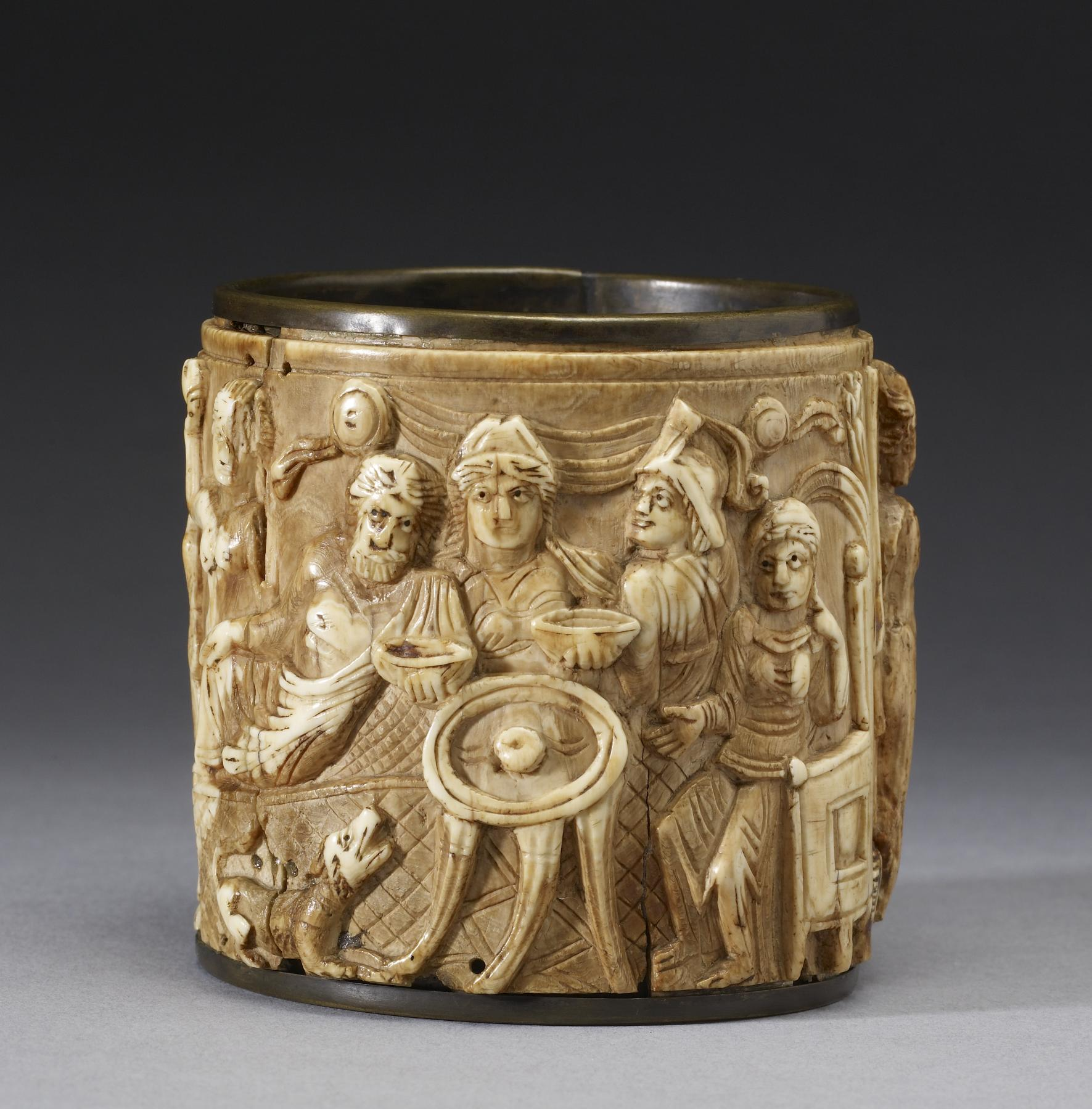
Pyxis circolare, V secolo
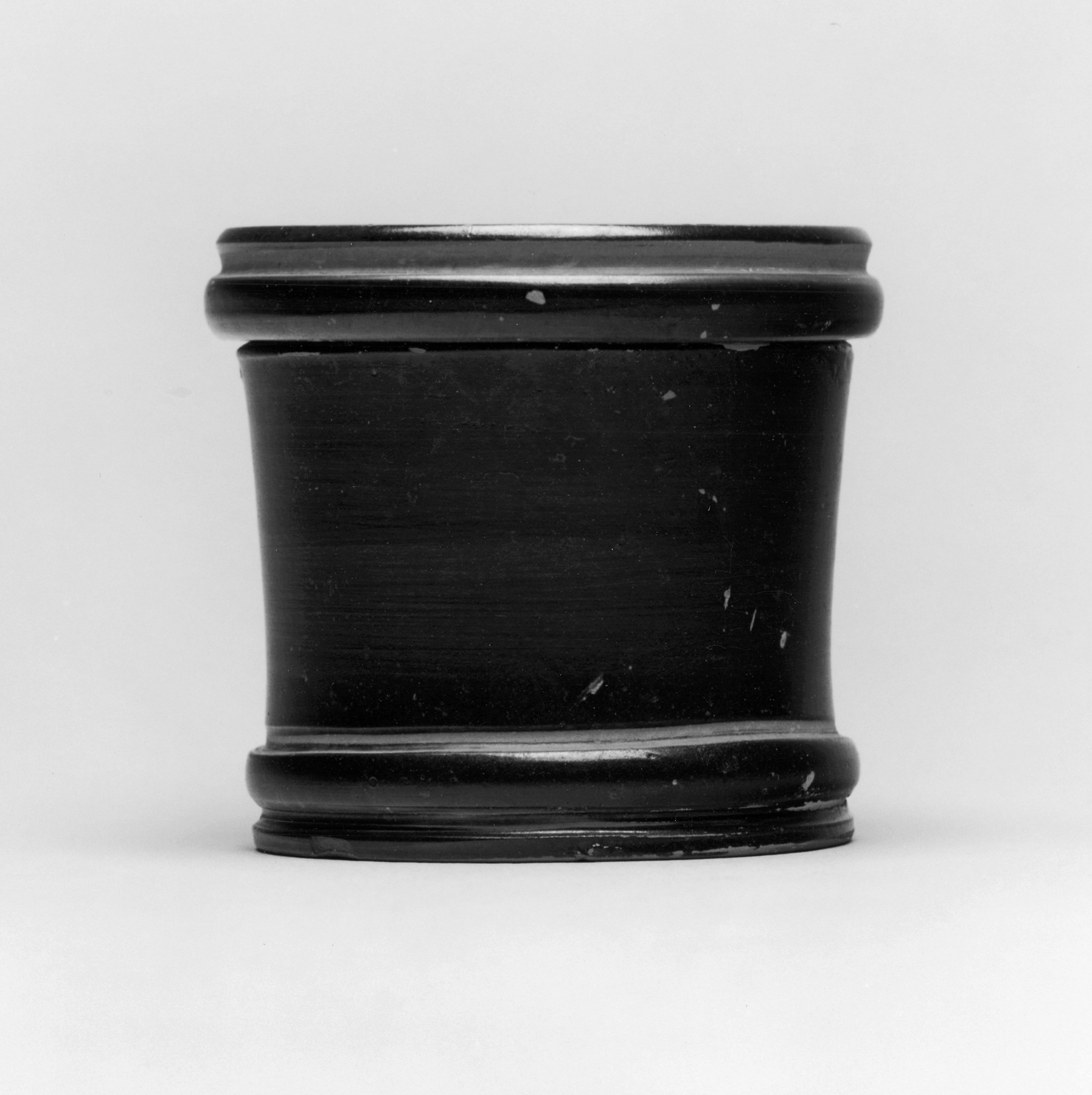
Pyxis attica di tipo D (IV secolo a.C.).